# میشواکا (ایندیانا)
میشواکا، ایندیانا (به انگلیسی: Mishawaka, Indiana) یک شهر در ایالات متحده آمریکا با جمعیت ۴۸٬۲۵۲ نفر است که در ایندیانا واقع شده‌است.
در سرشماری سال ۲۰۰۰، جمعیت این شهر ۴۶،۵۵۷ نفر اعلام شد. میشاواکا شهر دوقلو ساوث بند محسوب می‌شود. لقب این شهر، «شهر شاهزاده» است.

## موقعیت جغرافیایی
موقعیت جغرافیایی شهرها و مناطق اطراف به شرح زیر است: